# 波杰布尔县

波傑布爾縣在比哈爾邦的位置以紅色標示

波杰布尔县（Bhojpur district）是印度東北部比哈爾邦的一個縣，面積2,474平方公里，每年平均降雨量913毫米，2011年人口2,720,155，人口密度每平方公里1099人。行政中心位於阿拉。

## 外部連結
- Bhojpur Information Portal